# 國民教育服務中心
國民教育服務中心，是受香港特區政府資助的機構，於2007年7月成立，主要工作是支援中小學教師推展國民教育。
由於一直製作出來的教材都被批評為不中立，被指偏向讚美中國共產黨政權，貶低民主政制，無視該政權所犯下的錯誤。甚至於2012年出版的《中國模式國情專題教學手冊》一書，被時任教育局局長吳克儉以「偏頗」來評價這本教材。
其中最受批評的內容有：
- 把中國共產黨稱為「進步、無私與團結的執政集團」（p.10）
- 認為中國民主集中制（一黨專政）可以確保政權延續；但美國民主共和兩黨輪流執政，惡鬥令人民當災（p.10）

但香港特區政府並未就上述偏頗內容撤回這本手冊，引發社會各界要求政府撤回國民教育科。其後，更引發九萬人上街，連續多晚的反對國民教育晚會、全港93黑衣罷課等社會運動，於政府總部外廣場聚集各界人士，包括學生、家長、教師、大學講師及社會人士等以無限期接力絕食行動表達訴求。

事件令2012年新組成的梁振英政府面臨上台以來最嚴重的政治危機。